# イワバホオジロ

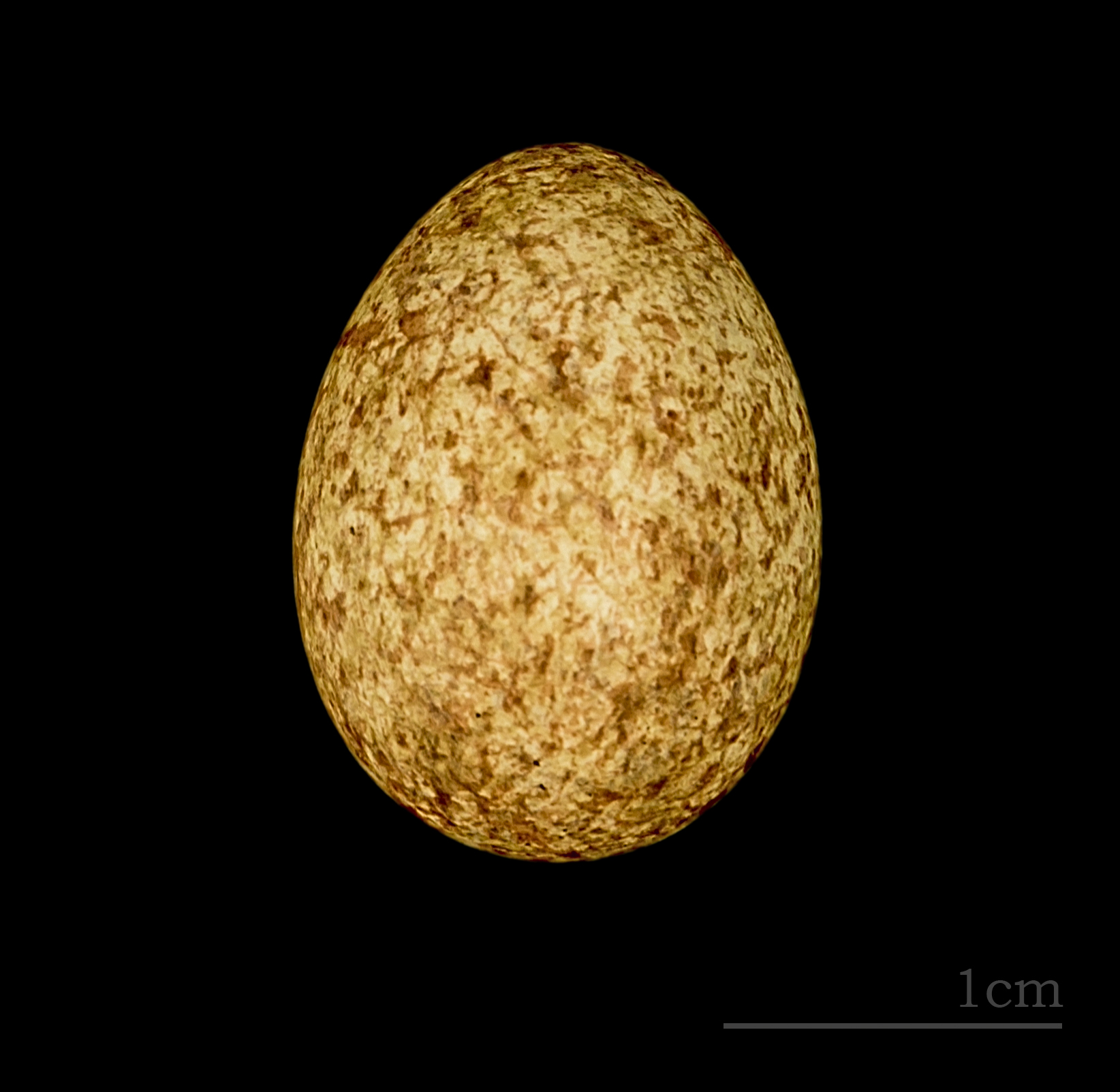
Emberiza buchanani

イワバホオジロ (岩場頬白、学名：Emberiza buchanani) は、スズメ目ホオジロ科に分類される鳥類の一種である。

## 分布
トルコ東部、イランから、モンゴル西部までの中央アジアで繁殖し、冬季はインド西部や中国西部にかけて越冬する。
日本では迷鳥として、1997年10月に石川県舳倉島で記録されており、2008年9月には、山形県酒田市飛島で観察された。2012年11月に愛媛県西条市で記録。

## 形態
体長約15cm。頭部は灰色で、背は灰褐色。喉から腹にかけての体の下面は淡い橙色だが、赤褐色の部分が散らばっているため遠目には斑状に見える。嘴の色は橙色である。外見はズアオホオジロ（日本では迷鳥）に似ているが、頭部がやや緑色がかっていることと、体の下面が淡い橙色の単色であることなどの点で区別できる。

## 生態
低山から山地の岩場、峡谷に生息する。冬季は平野の荒地や農耕地にも現れる。
地鳴きは「チッ　チッ」。

## 保全状態評価
- LEAST CONCERN (IUCN Red List Ver. 3.1 (2001))